# Vauban (cuirassé)
Pour les articles homonymes, voir Vauban (homonymie).
Le Vauban est un cuirassé à coque en fer de la classe Vauban ayant été en service dans la Marine française. Lancé en 1882, il entre en service en 1886 ; il est retiré du service en 1905.